# Bruc, la légende
Pour plus de détails, voir Fiche technique et Distribution.
Bruc, la légende (Bruc, el desafío) est un film d'aventures espagnol réalisé par Daniel Benmayor (ca) et sorti en 2010.

## Synopsis
Lorsque l'armée de Napoléon découvre en 1808 que sa première défaite est due à un montagnard, un charbonnier qui, avec son roulement de tambour, a semé la panique parmi ses troupes, il envoie six mercenaires aguerris avec une seule mission : le traquer dans les montagnes de Montserrat et lui couper la tête pour la clouer sur la place du village. Après avoir assassiné ses proches et terrorisé tout le village par leurs menaces, ils partent à sa recherche à travers les montagnes de Montserrat.

## Fiche technique
- Titre français : Bruc, la légende[2]
- Titre original : Bruc, el desafío[3],[4]
- Réalisation : Daniel Benmayor (ca)
- Scénario : Patxi Amezcua, Jordi Gasull
- Photographie : Juan Miguel Azpiroz
- Montage : Marc Soria
- Musique : Xavier Capellas (es)
- Décors : Antxón Gómez
- Sociétés de production : Televisió de Catalunya
- Pays de production :  Espagne
- Langue originale : espagnol
- Format : couleurs
- Durée : 95 minutes
- Genre : film d'aventures
- Date de sortie : 
  - Royaume-Uni : janvier 2010
  - Italie : 21 décembre 2010

## Distribution
- Juan José Ballesta : Bruc
- Vincent Perez : Maraval
- Àstrid Bergès-Frisbey : Glòria
- Nicolas Giraud : Noialles
- Justin Blanckaert : Magne
- Moussa Maaskri : Attab
- Jérôme Le Banner : Baraton
- Francesc Albiol : Dr. Ballart
- Santi Millán : De la Mata
- Marcel Borràs : Miquel
- Albert Vidal : Nicolau